# 編劇工房 月光
編劇工房 月光（日语：シナリオ工房 月光）是日本一家位於東京都練馬區專門從事電腦遊戲劇本製作的公司。
1998年2月2日成立。社長是重松敬介。

## 作品

### 遊戲
- 露娜 銀河之星物語（1996年7月4日）
- 露娜2 永恒之藍（1998年7月23日）
- 正邪幻想史2（日语：ブラックマトリクス）（2002年3月28日）
- 命運傳奇2（2002年11月28日）
- GALAXY ANGEL Moonlit Lovers（2003年8月22日）
- 侍道2（日语：侍道2）（2003年10月9日）
- GUNGRAVE O.D.（2004年3月4日）
- Ｘ（2004年10月28日）
- 活劇侍道（2005年1月1日）
- 藍色天使隊 Fan Disc（日语：ブルーフロウ）（2005年6月24日）
- Finder Love（日语：ファインダーラブ）（2006年6月29日）
- Code Geass 反叛的魯路修R2 盤上的Geass劇場（2008年8月7日）
- 世界毀滅 ～被引導的意志～（2008年9月25日）
- 惡魔城 被奪走的刻印（2008年10月28日）
- 侍道3（日语：侍道3）（2008年11月13日）
- 偶像大師SP（2009年2月19日）
- 第七龍神（2009年3月5日）
- 電擊學園RPG 女神的十字架（2009年3月19日）
- 家庭教師HITMAN REBORN！DS 炎之命運II 命運牽連的兩人（2009年4月16日）
- 夢象成真（日语：夢をかなえるゾウ）（2009年5月21日）
- 七龍珠 天下第一大冒險（日语：ドラゴンボール 天下一大冒険）（2009年7月23日）
- 元素高手（2009年10月22日）
- 露娜 ～銀星和聲（2009年11月12日）
- Keroro RPG 騎士與武者與傳說海盜（日语：ケロロRPG 騎士と武者と伝説の海賊）（2010年3月4日）
- Battle Spirits Heroes Soul（2010年3月11日）
- 學生會的一存 -DS學生會-（2010年3月25日）
- Scared Rider Xechs（2010年7月1日）
- 強襲魔女2 治癒、恢復、軟綿綿（2010年10月21日）
- SD鋼彈三國傳 BraveBattleWarriors 真三璃紗大戰（2010年12月2日）
- 天降之物f（forte） Dreamy Season（2011年1月27日）
- 萌萌大戰爭☆現代版（日语：萌え萌え大戦争☆げんだいばーん）（2011年4月28日）
- TOKYOBOYS（2011年4月30日）
- ONE PIECE 無限巡航SP（2011年5月26日）
- 梅露露的鍊金工房 ～亞蘭德之鍊金術士3～（2011年6月23日）
- 假面騎士全集合 騎士世代（日语：オール仮面ライダー ライダージェネレーション）（2011年8月4日）
- Chevalier Saga Tactics
- 妖怪少爺 百鬼繚亂大戰（2011年11月17日）
- BEYOND THE FUTURE - FIX THE TIME ARROWS -（2011年12月8日）
- 純真傳奇R（2012年1月26日）
- 阿修羅之怒（2012年2月23日）
- 時空幻境 英雄傳奇（日语：テイルズ オブ ザ ヒーローズ ツインブレイヴ）（2012年2月23日）
- 愛夏的鍊金工房 ～黃昏大地之鍊金術士～（2012年6月28日）
- 假面騎士全集合 騎士世代2（2012年8月2日）
- 噬神者2（2013年11月14日）
- 假面騎士 旅行者戰記（日语：仮面ライダー トラベラーズ戦記）（2013年11月28日）
- 假面騎士 鬪騎大戰創生II（日语：仮面ライダー バトライド・ウォー）（2014年6月26日）

### 社群網路遊戲
- 天下統一編年史（2012年）
- Gang Domination（2012年）
- 東京七姐妹（2014年）

### 漫畫
- ！（《月刊少年Blood（日语：月刊少年ブラッド）》連載，作畫：野芳輝）
- （《Flex Comix（日语：フレックスコミックス）》，漫畫：晴見千尋（日语：ハルミチヒロ））

## 所屬成員
- 重馬敬（日语：重馬敬）
- 武田知浩
- 田澤大典
- 奧村卓也
- 栗山勝行
- 柿原優子
- 掛橋敬義
- 熊谷純
- 喜多雅
- 赤松中學
- 中西泰博（日语：中西やすひろ (脚本家)）

## 外部連結
- 編劇工房月光公司官網 （页面存档备份，存于） （日語）